# Alexandre Léontieff
Alexandre Léontieff (Teahupo'o, 20 de outubro de 1948 - Tahiti, 2 de março de 2009) foi um político francês que presidiu a Polinésia Francesa de 1987 a 1991.